# Bengt Eriksson
Bengt Eriksson   (Malung church parish, 22 de gener de 1931 - Delsbo parish, 19 de novembre de 2014) fou un esquiador suec, especialista en combinada nòrdica i saltador amb esquís, que va competir durant les dècades de 1950 i 1960.
El 1956 va prendre part en els Jocs Olímpics d'Hivern de Cortina d'Ampezzo, on va guanyar la medalla de plata en la combinada nòrdica, rere el noruec Sverre Stenersen. Quatre anys més tard, als Jocs de Squaw Valley, fou desè en la combinada nòrdica i dinovè en el salt amb esquís.
En en seu palmarès també destaquen vuit campionats nacionals de combinada nòrdica individuals entre 1953 i 1966. El 1956 va guanyar els Jocs d'esquí suecs i va competir 11 vegades als Jocs de Holmenkollen, on va guanyar 19 premis.
Com a saltador amb esquís va guanyar els campionats suecs el 1958 i el 1960 i va competir, sense sort, al Torneig dels Quatre Trampolins en dues edicions. El 1965 va rebre, junt a Arto Tiainen i Arne Larsen, la medalla Holmenkollen.